# Efraim Morais Filho
Efraim de Araújo Morais Filho (João Pessoa, 18 de março de 1979) é um advogado e político brasileiro, filiado ao União Brasil (UNIÃO). Nas eleições de 2006 foi eleito deputado federal onde permaneceu no cargo até 1° de fevereiro de  2023. Atualmente é senador da República pelo Estado da Paraíba

## Biografia
Filho do ex-senador paraibano Efraim Morais e de Ângela Ventura Morais, Efraim é formado em Direito pela Universidade Federal da Paraíba (UFPB) e especialista em Direito do Consumidor em Granada na Espanha. Nascido em João Pessoa, ele pertence a uma família paraibana de forte tradição política. É neto do ex-deputado estadual João Feitosa, com raízes na capital do cariri paraibano, Monteiro, e por parte de pai, neto de Inácio Bento de Morais, também ex-deputado estadual e cidadão de Santa Luzia.
Em 2006 foi eleito deputado federal pelo PFL, atual DEM e reeleito quatro anos depois. Em 2008, foi eleito Presidente da recém criada ala juvenil do Partido (JDEM).
Efraim disputou em a prefeitura de João Pessoa em 2012 como vice em uma aliança com o PSB. Na ocasião, foi eleito Luciano Cartaxo do PT.
Em 2014 foi membro da Comissão Parlamentar de Inquérito que investigou desvios na Petrobras, quando foi reeleito deputado federal em 2014, para a 55.ª legislatura (2015-2019), pelo DEM e em agosto de 2015 assumiu a presidência da CPI dos Fundos de Pensão.
Votou a favor do Processo de impeachment de Dilma Rousseff. Já durante o Governo Michel Temer, votou a favor da PEC do Teto dos Gastos Públicos. Em abril de 2017 foi favorável à Reforma Trabalhista.  Em agosto de 2017 votou contra o processo em que se pedia abertura de investigação do então presidente Michel Temer, ajudando a arquivar a denúncia do Ministério Público Federal.
Em março de 2022, Efraim filiou-se ao União Brasil, buscando ser eleito  senador da república. Com 617.477 votos, elegeu-se senador pelo estado da Paraíba.
Desempenho eleitoral
|      | Ano                  | Partido | Cargo            | Votos   | %     | Resultado | Ref    |
| ---- | -------------------- | ------- | ---------------- | ------- | ----- | --------- | ------ |
| 2006 | Estaduais na Paraíba | PFL     | Deputado federal | 147.335 | 7,61  | Eleito    | [ 7 ]  |
| 2010 | Estaduais na Paraíba | DEM     | Deputado federal | 87.014  | 4,46  | Eleito    | [ 8 ]  |
| 2014 | Estaduais na Paraíba | DEM     | Deputado federal | 103.477 | 5,34  | Eleito    | [ 9 ]  |
| 2018 | Estaduais na Paraíba | DEM     | Deputado federal | 76.089  | 3,82  | Eleito    | [ 10 ] |
| 2022 | Estaduais na Paraíba | UNIÃO   | Senador          | 617.477 | 30,82 | Eleito    | [ 11 ] |